# Miasto Prokuplje
Miasto Prokuplje (serb. Grad Prokuplje / Град Прокупље) – jednostka administracyjna w Serbii, w okręgu toplickim. W 2018 roku liczyła 41 218 mieszkańców.